# Патрон из Фокеи
Патрон (др.-греч. Πάτρων) — командир отряда греческих наёмников на службе у персидского царя Дария III.
Впервые в античных источниках Патрон упомянут в качестве командира греческими наёмниками, которые остались при Дарии III после поражения при Гавгамелах. Квинт Курций Руф утверждал, что под его командованием было 4 тысячи воинов; Арриан — 2 тысячи. Также Арриан писал, что греческими наёмниками в персидском войске руководили два военачальника — Патрон и Главк.
Согласно Квинту Курцию Руфу, Патрон пытался предупредить Дария III о заговоре. Он подчёркивал, что его наёмники потеряли Грецию и единственной их надеждой является успех Дария III. Речь Патрона стала известна Бессу, что заставило его ускорить свои действия. После убийства Дария III Патрон, предположительно, в составе 1500 греческих наёмников по совету Андроника сдался македонянам. Александр простил их и переподчинил Андронику. Дальнейшая судьба Патрона неизвестна.